# Zillion
Zillion, i Japan känt som Akai Koudan Zillion (赤い光弾 ジリオン? lit. Red Photon Zillion) är ett sidscrollande plattforms-äventyrsspel utgivet till Sega Master System och baserat på 1987 års anime med samma namn. Spelet påminner om titlar som Metroid. Föremål skall undersökas, och koder skall knäckas som i Impossible Mission.

## Handling
De fredsbevarande styrkorna "Vita riddarna" inom planetsystemet, ger sig ut på uppdrag för att stoppa det onda Nozaimperiet och förstöra deras bas på planeten X. Huvudfiguren JJ skall infiltrera basen, och komma åt de koder som krävs för att aktivera självförstörelsemekanismen i basens centraldatum. Moderskeppet landar på planetens yta, och JJ skall ta sig genom labyrinterna, slåss mot fiender, undvika faror och rädda fångar.

### Fotnoter
1. ↑  ”Zillion Release Information for Sega Master System - GameFAQs”. http://www.gamefaqs.com/console/sms/data/588176.html. Läst 12 juni 2014.
2. ↑  ”IGN: Zillion”. Arkiverad från originalet den 14 april 2012. https://web.archive.org/web/20120414035119/http://cheats.ign.com/objects/006/006058.html. Läst 12 juni 2014.
3. ↑  ”Zillion for SEGA Master System - Mobygames”. http://www.mobygames.com/game/sega-master-system/zillion. Läst 12 juni 2014.
4. 1 2  ”Hardcore Gaming 101: Zillion”. http://hg101.kontek.net/zillion/zillion.htm. Läst 12 juni 2014.